# Badminton 1902
Höhepunkte des Badmintonjahres 1902 waren die All England und die Irish Open.
==Internationale Veranstaltungen ==
| Veranstaltung | Herreneinzel     | Dameneinzel  | Herrendoppel                         | Damendoppel                   | Mixed                       |
| ------------- | ---------------- | ------------ | ------------------------------------ | ----------------------------- | --------------------------- |
| All England   | Ralph Watling    | Meriel Lucas | H. L. Mellersh F. S. Collier         | Ethel B. Thomson Meriel Lucas | L. U. Ransford E. Moseley   |
| Irish Open    | Blayney Hamilton | -            | Willoughby Hamilton Blayney Hamilton | -                             | Blayney Hamilton R. H. Goff |

## Terminkalender
| Veranstaltung | Ort    | Datum                 |
| ------------- | ------ | --------------------- |
| Irish Open    |        | Februar 1902          |
| All England   | London | 18. bis 20. März 1902 |